# Giorgio Saccoccia
Giorgio Saccoccia (Belluno, 11 gennaio 1963) è un ingegnere e manager italiano, presidente dell'Agenzia Spaziale Italiana dal 2019 al 2023.

## Biografia
Nasce in Veneto, a Belluno, nel 1963.
Il lavoro del padre lo porta a vivere e studiare in diverse città italiane, in Toscana, Sicilia, Campania e Puglia, dove ottiene il diploma di maturità scientifica a Taranto nel 1981. Affascinato dal mondo dello spazio fin da bambino, si iscrive e compie gli studi in Ingegneria Aerospaziale presso l'Università di Pisa, laureandosi nel 1988 con 110 e lode. In seguito, nel 1995, conseguirà anche un MBA presso la Webster University di Leiden.[4]
Nel periodo 1988-1990 lavora a Pisa presso una società di ingegneria come progettista aeronautico e poi come capo progetto nel settore della propulsione spaziale presso un laboratorio di ricerca del Consorzio Pisa Ricerche, che contribuisce ad allestire ed avviare. In questo periodo presta anche supporto come assistente presso la facoltà di Ingegneria Aerospaziale dell'Università di Pisa.
A Dicembre del 1990 entra nell'Agenzia Spaziale Europea (ESA), presso il Centro Europeo di Tecnologie Spaziali (ESTEC) in Olanda, come ingegnere di propulsione. Negli anni ‘90 compie una rapida carriera che lo porta a guidare la sezione di Propulsione Elettrica ed a far crescere questo settore tecnologico in Europa fino a renderlo lo strumento di successo per missioni commerciali di Telecomunicazione (Artemis, Eutelsat, ecc), scientifiche (SMART-1, BepiColombo, ecc), di Osservazione della Terra (GOCE) e per future missioni di Esplorazione e Navigazione.
Dal 2003 al 2019 è capo della Divisione di Propulsione ed Aerotermodinamica, con la responsabilità per il supporto del settore ai progetti di satelliti e lanciatori europei e dello sviluppo delle tecnologie associate. In questa funzione diviene anche promotore e responsabile di eventi internazionali tematici per la crescita del settore della propulsione spaziale. Come responsabilità aggiuntiva, coordina una iniziativa di pianificazione europea di sviluppi di tecnologie per l’esplorazione spaziale.
Per un anno assume la reggenza del Dipartimento di Sistemi Meccanici dell’ESA, coordinando il supporto specialistico dell’Agenzia nelle aree di Propulsione, Strutture, Mecatronica, Controllo Termico e del Centro Europeo di Test Satellitari di Noordwijk in Olanda.
Nel 2019 vince la selezione come Presidente dell'Agenzia Spaziale Italiana, e viene nominato il 10 Aprile dal Ministro italiano dell’Istruzione, Ricerca ed Università, insediandosi a Roma il 3 Maggio 2019.